# Marhaník granátový
Marhaník granátový (Punica granatum), česky též granátovník obecný, je menší strom rostoucí hlavně ve Středomoří. Rostlina má výrazné červené květy. Plodem marhaníku obecného je granátové jablko.
Marhaník pochází původně z malého ostrova Sokotra u pobřeží Somálska, kde byl endemitem. Odtud jej lidé rozšířili přes Írán do celého Středomoří,[zdroj?] kde je odedávna symbolem plodnosti. Rostlina byla známá také jako léčivo. Traduje se, že kůra kořenů a slupka plodu pomáhala proti tasemnici.
Marhaník lze pěstovat jako hrnkovou rostlinu. Semena se zasévají do květináčů naplněných směsí zeminy a písku. Ke klíčení potřebují semena teplotu 20 až 25 stupňů. Teprve poté, co se malé rostliny přesadí do větších květináčů, mohou být na chladnějším místě.